# Jiří Stříbrný

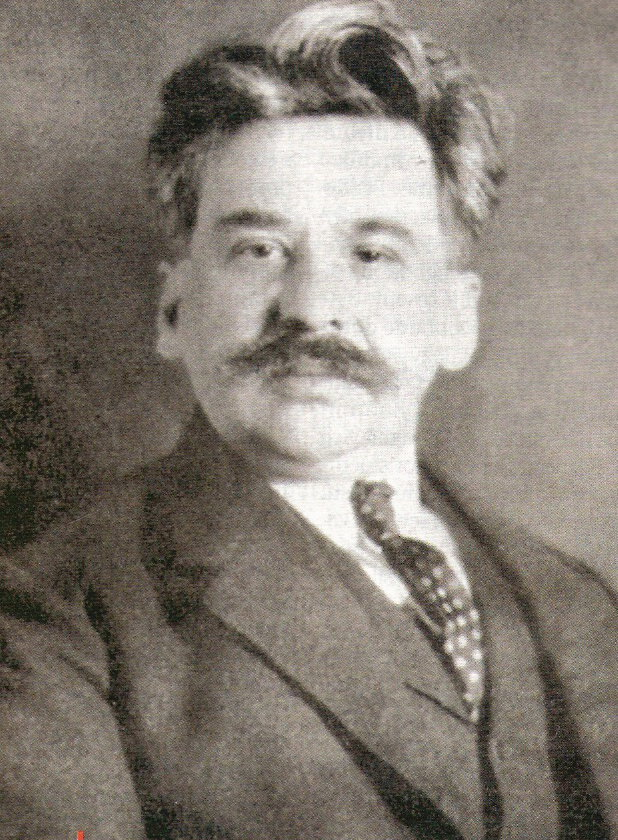
Jiří Stříbrný (1880–1955)

Jiří Stříbrný (* 14. Januar 1880 in Rokycany; † 21. Januar 1955 in Valdice) war ein tschechoslowakischer Politiker und Journalist. Im Ersten Weltkrieg engagierte er sich im antiösterreichischen Widerstand. In der Regierung der Ersten Tschechoslowakischen Republik bekleidete er mehrere Ministerämter. Er gehörte zu führenden Vertretern der Partei Česká strana národně sociální (Tschechische National-Soziale Partei), nach dem Bruch mit dieser Partei gründete er die radikal nationalistische Národní liga (Nationale Liga). Nach dem Krieg wurde er zu einer lebenslänglichen Haft verurteilt. Er starb in der Haftanstalt.

## In Österreich-Ungarn
Jiří Stříbrný ist in der westböhmischen Stadt Rokycany geboren. Sein Vater, Jaroslav Stříbrný, führte dort eine Anwaltskanzlei, seine Mutter hieß Marie, geborene Velkoborská. Er wurde auf den Namen Ferdinand getauft, den Namen Jiří nahm er erst später an. Die Familie zog bald nach Prag, wo Jiří die Technische Hochschule absolvierte. Schon während des Studiums engagierte er sich politisch. Im Jahr 1897 nahm er am Gründungskongress der Česká strana národně sociální (Tschechische National-Soziale Partei) teil. Er arbeitete in ihrer Jugendorganisation und als Redakteur der Parteizeitschriften. Ab 1911 war er Redakteur von České slovo, der Tageszeitung der Partei.
Im Jahr 1911 wurde Jiří Stříbrný in den Reichsrat gewählt und gehörte dort mit seinen 31 Jahren zu den jüngsten Abgeordneten. Er blieb im Reichsrat bis zur Auflösung der Monarchie. Nach Ausbruch des Ersten Weltkrieges im Jahr 1914 wurde er trotz seiner antiösterreichischen Haltung nicht verhaftet, wie einige seiner Parteigenossen, sondern in die Armee eingezogen. Wegen seiner politischen Unzuverlässigkeit setzte ihn die Armee aber nicht an der Front, sondern in einer Arbeitskolonne ein. Schließlich landete er im Interniertenlager Thalerhof. Im April 1917 wurde er entlassen.
Nach seiner Entlassung schloss er sich der tschechischen Widerstandsorganisation Maffie an. Im Sommer 1918 wurde er Mitglied im Tschechoslowakischen Nationalausschuss und repräsentierte dort die Sozialistische Partei.

## In der Tschechoslowakei

### Führender Politiker und Minister
Jiří Stříbrný gehörte zu den fünf sogenannten Männern des 28. Oktober (muži 28. října). So wurden später die fünf führenden Mitglieder des Nationalausschusses genannt (Antonín Švehla, Alois Rašín, Jiří Stříbrný, Vavro Šrobár, František Soukup), die am 28. Oktober 1918, nach der Kapitulation von Österreich-Ungarn, die österreichischen Ämter in Prag unter ihrer Kontrolle brachten, Gründung des selbständigen tschechoslowakischen Staates proklamierten und das Gesetz über die Errichtung des selbstständigen tschechoslowakischen Staates unterzeichneten. Es war ein Verdienst von Jiří Stříbrný, dass dieser Machtwechsel völlig ohne Blutvergießen geschah. Stříbrný verhandelte mit General Kestřanek, Kommandeur der österreichischen Militärgarnison in Prag. Zusammen mit Josef Scheiner, dem Leiter des Turnerbundes Sokol, überzeugte er den General, dass die Garnison die Waffen niederzulegen und den Umsturz ohne Widerstand zu akzeptieren habe.
Während der Ersten Tschechoslowakischen Republik hat Stříbrný eine schnelle politische Karriere gemacht. Er war Abgeordneter der Sozialistischen Partei (sie entstand 1918 durch Umbenennung aus der National-Sozialen Partei) und bekleidete in den verschiedenen Koalitionsregierungen mehrere Ministerämter. In den Jahren 1918–1919 war er Minister für Post und Telegraphen, in den Jahren 1919–1920 und 1922–1925 Minister für Eisenbahnen, und 1925–1926 Minister für nationale Verteidigung.
In den Jahren 1920 bis 1926 war er stellvertretender Vorsitzender der Sozialistischen Partei und vertrat die Partei in der sogenannten Pětka (Die Fünf), einer informellen außerparlamentarischen Gruppe der Führer von fünf großen politischen Parteien.
In der Sozialistischen Partei geriet er zunehmend in Opposition zum Parteivorsitzenden Václav Klofáč und zum Außenminister Edvard Beneš (Parteimitglied seit 1922). Stříbrný führte den radikalen nationalistischen Parteiflügel an, während Klofáč und Beneš einen demokratischen Kurs vertraten. Auf dem Parteikongress 1926 setzten sich Klofáč und Beneš durch und Stříbrný wurde aus der Partei ausgeschlossen. Im gleichen Jahr trat Stříbrný auch vom Amt des Verteidigungsministers zurück. Der Grund für seinen Rücktritt war die Verwicklung in eine der größten Bestechungsaffären der Ersten Republik. Er wurde der Korruption angeklagt, nach einem sich mehrere Jahre ziehenden Prozess aber schließlich freigesprochen.

### Führer der Nationalen Liga
Nach dem Ausschluss aus der Sozialistischen Partei zog er sich nicht von der Politik zurück. Zusammen mit anderen ehemaligen Parteimitgliedern gründete er 1927 eine neue Partei, die unter verschiedenen Namen – zuletzt als Národní liga (Nationale Liga) – bis 1938 existierte. Die Liga vertrat zunehmend radikale nationalistische Positionen. In den Wahlen 1929 schloss sie ein Wahlbündnis mit Národní obec fašistická (Nationale Faschistische Gemeinde). Das Bündnis ist später wieder zerfallen.
Jiří Stříbrný gründete im Jahr 1926 zusammen mit seinem Bruder František die Verlagsgesellschaft Tempo, die vor allem Boulevardzeitungen hoher Auflage herausgab. Die Presse aus dem Haus Tempo kritisierte scharf die Politik von Präsident Masaryk und später die von Präsident Beneš.
Nach der Kapitulation der tschechoslowakischen Regierung vor den Forderungen des Münchener Abkommens verschärfte Stříbrný seine Kritik an der Politik von Präsident Beneš.

### Im Protektorat Böhmen und Mähren
Im Protektorat Böhmen und Mähren zog sich Stříbrný aus dem politischen Leben vollständig zurück und lebte in Abgeschiedenheit in seiner Villa im Dorf Káraný (Mittelböhmen). Seine Ablehnung von Beneš änderte er nicht, er widersetzte sich aber der Aufforderung der Nationalsozialisten, gegen Beneš öffentlich aufzutreten.

### Nach dem Krieg
Nach Kriegsende wurde Stříbrný im Rahmen der Retributionsprozesse im Jahr 1947 der Verbrechen gegen die Republik angeklagt und zu einer lebenslangen Haftstrafe verurteilt. Die Höhe der Bestrafung war unverhältnismäßig, denn Stříbrný gehörte nicht zu Kollaborateuren mit den Nationalsozialisten. In diesem Urteil sehen Historiker eine Rache von Präsident Beneš an seinem politischen Widersacher. Stříbrný starb am 21. Januar 1955 in der Haftanstalt in Valdice.